# Microphorella
Microphorella is een geslacht van insecten uit de familie van de dansvliegen (Empididae), die tot de orde tweevleugeligen (Diptera) behoort.

## Soorten
- M. acroptera Melander, 1928
- M. beckeri (Strobl, 1910)
- M. curtipes (Becker, 1910)
- M. chiragra Melander, 1928
- M. longitarsis Melander, 1928
- M. merzi Gatt, P, 2003
- M. ornatipes Melander, 1928
- M. praecox (Loew, 1864)
- M. tubifera Melander, 1928